# Lanio
Lanio – rodzaj ptaków z rodziny tanagrowatych (Thraupidae).

## Występowanie
Rodzaj obejmuje gatunki występujące Ameryce Południowej i Centralnej oraz w południowym Meksyku.

## Morfologia
Długość ciała 13–20 cm, masa ciała 13–45 g.

## Systematyka

### Etymologia
Wariant nazwy rodzaju Lanius Linnaeus, 1758, ptaków z rodziny dzierzb.

### Gatunek typowy
„Tangara mordore” Buffon = Tangara fulva Boddaert

### Podział systematyczny
Do rodzaju należą następujące gatunki:
- Lanio versicolor (d’Orbigny, 1837) – lanio białoskrzydły
- Lanio fulvus (Boddaert, 1783) – lanio rdzaworzytny
- Lanio aurantius Lafresnaye, 1846 – lanio czarnogardły
- Lanio leucothorax Salvin, 1865 – lanio białogardły